# Anna Czabanowska-Wróbel
Anna Czabanowska-Wróbel (ur. 1 czerwca 1962 w Krakowie) – polska historyk literatury, profesor nauk humanistycznych, nauczyciel akademicki na Wydziale Polonistyki Uniwersytetu Jagiellońskiego. Zajmuje się badaniami literatury Młodej Polski, literatury dziecięcej i poezji współczesnej.

## Życiorys
Córka Jadwigi Bogdaszewskiej-Czabanowskiej. Studiowała filologię polską na Uniwersytecie Jagiellońskim; pracę magisterską i doktorską (rozprawa pt. Baśń w literaturze Młodej Polski, 1995) napisała pod kierunkiem prof. dr hab. Marii Podrazy-Kwiatkowskiej. W 2004 uzyskała stopień doktora habilitowanego na podstawie dorobku naukowego oraz monografii pt. Dziecko. Symbol i zagadnienie antropologiczne w literaturze Młodej Polski. W 2011 otrzymała tytuł naukowy profesora nauk humanistycznych w zakresie literaturoznawstwa.
Pracuje w Katedrze Historii Literatury Pozytywizmu i Młodej Polski na Wydziale Polonistyki UJ, gdzie od 2014 roku kieruje Ośrodkiem Badań Literatury Dziecięcej i Młodzieżowej. Jest członkiem redakcji Ruchu Literackiego.

## Wybrane publikacje
Publikacje autorskie
- Baśń w literaturze Młodej Polski, Kraków 1996.
- Dziecko. Symbol i zagadnienie antropologiczne w literaturze Młodej Polski, Kraków 2003.
- Poszukiwanie blasku. O poezji Adama Zagajewskiego, Kraków 2005.
- Złotnik i śpiewak. Poezja Leopolda Staffa i Bolesława Leśmiana w kręgu modernizmu, Kraków 2009.
- Sprzeczne żywioły. Młoda Polska i okolice, Kraków 2013.
- Adam Zagajewski. Monografia w toku, Lublin 2015 [w:] Monografie w toku. Kompendia multimedialne, pod redakcją Pawła Próchniaka.
- Utopia powtórzenia. Powtórzenie, podmiotowość, pamięć w literaturze modernizmu, Kraków 2019.

Prace redakcyjne i edytorskie
- Józef Jedlicz, Utwory wybrane, Kraków 1998. Biblioteka Poezji Młodej Polski.
- Poezja Kazimierza Tetmajera. Interpretacje, [wraz z Pawłem Próchniakiem i Marianem Stalą], Kraków 2003.
- Poezja Tadeusza Micińskiego. Interpretacje, [wraz z Pawłem Próchniakiem i Marianem Stalą], Kraków 2004.
- Poezja Leopolda Staffa. Interpretacje, [wraz z Pawłem Próchniakiem i Marianem Stalą], Kraków 2005.
- Poezja Andrzeja Bursy, [z Grzegorzem Grochowskim], Kraków 2004.
- Stanisław Miłaszewski, Poezje, Kraków 2008. Biblioteka Poezji Młodej Polski.
- Żywioły wyobraźni Stanisława Wyspiańskiego, [wraz z Dorotą Jarząbek i Danutą Saul], Kraków 2008.
- Stanisław Wyspiański. W labiryncie świata, myśli i sztuki, Kraków 2009.
- Żywioły wyobraźni poetyckiej XIX i XX wieku, [z Iwoną Misiak], Kraków 2008.
- Żywioły wyobraźni poetyckiej pokolenia '68, [z Iwoną Misiak], Kraków 2010.
- Wyobraźnia poetycka XXI wieku, [z Magdaleną Marchaj], Kraków 2014.
- I cień i światło... O twórczości Adama Zagajewskiego/ Both light and shadow...The Work of Adam Zagajewski, Kraków 2015.
- Młodopolski witalizm, modernistyczne witalizmy, [z Urszulą M. Pilch], Kraków 2016.
- Poezja Wacława Rolicza-Liedera, [wraz z Urszulą M. Pilch i Marianem Stalą], Kraków 2017.
- Wolność i wyobraźnia w literaturze dziecięcej, [z Martą Kotkowską], Kraków 2017.
- Żywioły w literaturze dziecięcej. Woda, [z Krystyną Zabawą], Kraków 2017.
- "Podobno jestem niemodny..." Leopold Staff, Jasność, Kraków 2018.
- Żywioły w literaturze dziecięcej. Ziemia, [z Krystyną Zabawą], Kraków 2019.
- Obroty liter. Szkice o twórczości Tomasza Różyckiego, [z Magdaleną Rabizo-Birek], Kraków 2019.